# Partido Patriótico Arubano
El Partido Patriótico Arubeño es un partido político en Aruba. En las elecciones del 28 de septiembre de 2001, el partido obtuvo 9,6% del voto popular y dos de 21 escaños. El 23 de septiembre de 2005, el partido obtuvo 2% del voto popular pero ningún escaño.